# Theodor von Bischoff
Theodor Ludwig Wilhelm von Bischoff (født 28. oktober 1807, død 5. december 1882), var en tysk anatom, embryolog og fysiolog.
von Bischoff blev i 1836 professor i Heidelberg, i 1844 i Giessen, hvor han grundlagde et fysiologisk institut og et anatomisk teater, samt 1855-1878 i München.
Han udgav Entwicklungsgeschichet der Säugetier und des Menschen (1842), Entwicklungsgeschichte des Kanincheneies (1842), Entwicklungsgeschichte des Hundeeies (1845), Entwicklungsgeschichte der Meerschweinchens (1852), Entwicklungsgeschichte des Rehes (1854), Die Gesetze der Ernährung des Fleischfressers (sammen med Carl von Voit 1860), samt Die Grosshirnwindungen bei den Menschen (1868).